# Étoilé (デスクトップ環境)
Étoilé（フランス語で星空の意）はGNUstepベースの自由ソフトウェアのデスクトップ環境で、モジュールと軽量なコンポーネントから構築されており、提供されているサービス（アプリケーション）と他のコンポーネントの変形と再度の結びつけという手法が用いられている。また、ユーザーに自分自身のワークフローを作ることを許すため、ドキュメント指向が念頭に置かれている。
Étoiléは、高次のレベルの表現のために、多くの従来のデスクトップメタファーを避けている。これは、ファイルに伝統的に位置づけられないオブジェクトを表現するのを助けている。Étoiléはまた、ファイル名と階層構造の非柔軟性を回避しようとしており、これはユーザーにオブジェクトのタグ付けを許すとともに、フォルダに頼る代わりにオブジェクトの集合を維持する。

## プロジェクトのゴール
プロジェクトのゴールは以下のようなものである。
- 軽量で、アプリケーションに注力する。
- 高速で、アプリケーション間、ウィンドウの間、使用する選択物の間で、少ないコンテキストスイッチで、タスクとドキュメントの間の簡単な情報共有を行う。
- コンポジットや、ドキュメントやフォルダのような第一のクラスの関係しない要素をレイアウトする機能。
- プロジェクトに触発された管理（バージョニング、インデックス化、共有）をベースとしたワークフロー。
- AppleのNewtonのアプローチに似た支援技術。

## GNUstepとの協力
プロジェクトは、GNUstepプロジェクトと協力している。フレームワークと、ヒューマンインターフェースのガイドラインと文書が、GNUstepの開発者が容易にÉtoiléと互換性のあるアプリケーション（サービス）と呼ばれるを開発することを許すために提供されている。